# Tina Svensson
Pour les articles homonymes, voir Svensson.
Tina Svensson  est une footballeuse internationale norvégienne née le 16 novembre 1966 à Levanger. Elle joue au poste de défenseure durant sa carrière.
Avec l'équipe de Norvège, Svensson est finaliste de la Coupe du monde 1991, remporte la Coupe du monde 1995 et une médaille de bronze olympique en 1996.

## Biographie

### En club
En club, Svensson joue pour l'Asker FK.

### En sélection
Tina Svensson fait ses débuts avec l'équipe nationale de Norvège lors de la Coupe du monde 1991. Elle dispute 6 rencontres et marque 3 buts durant le tournoi. En phase de poules, elle marque contre le Danemark. En phase à élimination directe, en quart de finale, elle marque le but victorieux en prolongations contre l'Italie et en demi-finale, elle inscrit un but lors de la victoire 4-1 contre la Suède. La Norvège échoue en finale contre les États-Unis (défaite 1-2).
Svensson dispute l'Euro 1991 : elle joue quatre matchs dont la finale perdue contre l'Allemagne.
Elle fait partie de l'équipe championne d'Europe lors de l'Euro 1995.
Lors de la Coupe du monde 1995, Svensson est titulaire et joue les six rencontres du tournoi. Elle inscrit un but lors de la phase de groupes contre le Nigeria. Elle joue l'intégralité de la finale contre l'Allemagne.
Elle participe au premier tournoi olympique de football féminin aux Jeux olympiques d'Atlanta en 1996, l'équipe norvégienne est médaillée de bronze.